# Laurin Böhler
Laurin Böhler (* 4. Jänner 1995) ist ein österreichischer Judoka und vierfacher österreichischer Judo-Staatsmeister. Er trägt den Shodan.

## Biografie

### Qualifikation für die Olympischen Spiele 2020
Böhler ist Bronzemedaillengewinner des Judo Grand Slam Düsseldorf 2019 in der Kategorie –100 kg. In den nächsten Jahren erlitt Böhler drei Kreuzbandrisse und einen Bandscheibenvorfall.
Er sammelte 1625 Punkte im IJF Olympia Ranking und qualifizierte sich mit Rang 38 in seiner Gewichtsklasse nicht für die Sommerspiele in Tokyo.

### Qualifikation für die Olympischen Spiele 2024
Im August 2023 wurde bekannt, dass Wachid Borchashvili bei einem Trainingslehrgang einen Trainingspartner tätlich angegriffen hatte. Nach einem Disziplinarverfahren gab der Österreichische Judoverband bekannt, dass Wachid Borchashvili für das Judo World Masters 2023 in Budapest gesperrt war.
Nach dem Gewinn der Bronzemedaille beim Judo Grand Prix Linz 2024 gab Laurin Böhler in einem ORF-Interview bekannt, dass er von seinem Teamkollegen Borchashvili attackiert wurde. Er beklagte, dass die Konsequenzen zu milde ausgefallen seien und sich das Trainingsklima seitdem verschlechtert habe.
Er sammelte 1720 Punkte im IJF Olympia Ranking und qualifizierte sich mit Rang 34 in seiner Gewichtsklasse nicht für die Sommerspiele in Paris.

## Mannschaftsmeisterschaft
Mit dem Verein JU Flachgau gewann er im Jahr 2018 den zweiten Platz in der 1. Judo-Bundesliga.

## Privates
Seit 2018 ist er mit der Judoka Lubjana Piovesana liiert und die beiden leben in Lochau am Bodensee.